# Salm-Insel
Die Salm-Insel (russisch Остров Сальм Ostrow Salm) ist eine Insel im Südosten des zu Russland gehörenden Franz-Josef-Lands im Arktischen Ozean. Administrativ gehören sie zur Oblast Archangelsk.

## Geographie
Die Insel ist von runder Gestalt mit einem Durchmesser von rund 21 km und einer Fläche 344 km². Sie ist fast vollständig von der relativ sanft auf maximal 343 m Höhe ansteigenden Tschernyschew-Eiskappe bedeckt, nur im Süden gibt es ein eisfreies Gebiet von ungefähr 10 km² Fläche. Die Salm-Insel ist von einigen kleineren Inseln umgeben, der Wilczek-Insel im Südwesten, der Koldewey-Insel im Nordwesten, den Hochstetter-Inseln im Nordosten und der Lütke-Insel im Südosten. Die nächsten größeren Inseln sind im Nordwesten die Hall- und die McClintock-Insel sowie Wilczek-Land im Nordosten.

## Geschichte
Die Salm-Insel wurde 1873 durch die Österreichisch-Ungarische Nordpolexpedition entdeckt und zu Beginn des Jahres 1874 zusammen mit den sie umgebenden Inseln erkundet. Julius Payer benannte die Insel nach Altgraf Franz Salm, der die Reise unter anderem mit einer Spende von 20.000 Gulden unterstützt hatte.